# Class clown spots a ufo
Class clown spots a ufo is het 18e studioalbum van de Amerikaanse indierockband Guided by Voices. Het album verscheen op 11 juni 2012 en belandde op 30 juni op #12 in de Top Heatseekers.

## Tracklist
Alle muziek en teksten zijn geschreven door Robert Pollard, tenzij anders aangegeven. 
| Nr. | Titel                                         | Duur |
| --- | --------------------------------------------- | ---- |
| 1.  | He rises! Our union bellboy                   | 3:02 |
| 2.  | Blue babbleships bay                          | 1:18 |
| 3.  | Forever until it breaks (Tobin Sprout)        | 3:16 |
| 4.  | Class clown spots a ufo                       | 3:17 |
| 5.  | Chain to the Moon (Greg Demos, Pollard)       | 1:00 |
| 6.  | Hang up and try again                         | 2:16 |
| 7.  | Keep it in motion                             | 2:07 |
| 8.  | Tyson's high school (Mitch Mitchell, Pollard) | 2:36 |
| 9.  | They and them (Sprout)                        | 1:10 |
| 10. | Fighter pilot (Sprout)                        | 1:00 |
| 11. | Roll of the dice, kick in the head            | 0:47 |
| 12. | Billy Wire                                    | 2:04 |
| 13. | Worm with 7 broken hearts                     | 0:50 |
| 14. | Starfire (Sprout)                             | 1:27 |
| 15. | Jon the croc                                  | 2:33 |
| 16. | Fly baby (Demos, Pollard)                     | 1:43 |
| 17. | All of this will go (Sprout)                  | 1:46 |
| 18. | The opposite continues                        | 1:37 |
| 19. | Be impeccable                                 | 2:57 |
| 20. | Lost in spaces (Sprout)                       | 0:51 |
| 21. | No transmission                               | 2:19 |

## Personeel

### Bezetting
- Robert Pollard, zang
- Mitch Mitchell, gitaar
- Tobin Sprout, gitaar
- Greg Demos, bas
- Kevin Fennell, drums

### Productie
- Carl Saff, geluidstechnicus
- Joe Patterson, hoesontwerp